# Dagmar Hartge
Dagmar Hartge (* 28. Dezember 1962 in Holzminden) ist eine deutsche Verwaltungsjuristin. Seit 2005 ist sie die Landesbeauftragte für den Datenschutz und für das Recht auf Akteneinsicht des Landes Brandenburg.

## Leben
Nach dem Abitur am Campe-Gymnasium Holzminden 1982 studierte sie von 1983 bis 1988 Rechtswissenschaften an der Universität Göttingen und anschließend bis 1989 zusätzlich Volkswirtschaft. Nach dem Referendariat von 1989 bis 1992 in Schleswig-Holstein und einem Semester an der Deutschen Hochschule für Verwaltungswissenschaften Speyer schloss sie ihre juristische Ausbildung 1992 mit dem zweiten Staatsexamen ab.
Im Jahr 1992 trat Hartge in den Dienst des Landes Berlin in der Senatsverwaltung für Inneres ein. 1994 wurde sie Referentin im Bereich Recht beim Berliner Beauftragten für Datenschutz und Informationsfreiheit, ab 2004 wurde sie kommissarische Leiterin des Bereichs Recht. Im Frühjahr 2005 wurde sie sodann Leiterin des Bereichs Recht und stellvertretende Datenschutzbeauftragte des Landes Berlin. 
Am 2. Juni 2005 folgte sie dem bisherigen Landesbeauftragten für den Datenschutz und für das Recht auf Akteneinsicht des Landes Brandenburg, Alexander Dix, im Amt nach. In den Jahren 2011, 2016 und 2023 wurde sie vom Landtag jeweils für weitere sechs Jahre in ihrem Amt bestätigt.
Nach eigener Angabe nutzt sie selbst keine Dienste wie WhatsApp oder Facebook, jedoch den Instant-Messenger Threema.
Dagmar Hartge ist verheiratet und hat zwei Kinder.